# Journée de coopération des États turciques
 (mai 2024).
La mise en forme du texte ne suit pas les recommandations de Wikipédia : il faut le « wikifier ».
Les points d'amélioration suivants sont les cas les plus fréquents. Le détail des points à revoir est peut-être précisé sur la page de discussion.
- Les titres sont pré-formatés par le logiciel. Ils ne sont ni en capitales, ni en gras.
- Le texte ne doit pas être écrit en capitales (les noms de famille non plus), ni en gras, ni en italique, ni en « petit »…
- Le gras n'est utilisé que pour surligner le titre de l'article dans l'introduction, une seule fois.
- L'italique est rarement utilisé : mots en langue étrangère, titres d'œuvres, noms de bateaux, etc.
- Les citations ne sont pas en italique mais en corps de texte normal. Elles sont entourées par des guillemets français : « et ».
- Les listes à puces sont à éviter, des paragraphes rédigés étant largement préférés. Les tableaux sont à réserver à la présentation de données structurées (résultats, etc.).
- Les appels de note de bas de page (petits chiffres en exposant, introduits par l'outil «  Source ») sont à placer entre la fin de phrase et le point final[comme ça].
- Les liens internes (vers d'autres articles de Wikipédia) sont à choisir avec parcimonie. Créez des liens vers des articles approfondissant le sujet. Les termes génériques sans rapport avec le sujet sont à éviter, ainsi que les répétitions de liens vers un même terme.
- Les liens externes sont à placer uniquement dans une section « Liens externes », à la fin de l'article. Ces liens sont à choisir avec parcimonie suivant les règles définies. Si un lien sert de source à l'article, son insertion dans le texte est à faire par les notes de bas de page.
- La présentation des références doit suivre les conventions bibliographiques. Il est recommandé d'utiliser les modèles {{Ouvrage}}, {{Chapitre}}, {{Article}}, {{Lien web}} et/ou {{Bibliographie}}. Le mode d'édition visuel peut mettre en forme automatiquement les références.
- Insérer une infobox (cadre d'informations à droite) n'est pas obligatoire pour parachever la mise en page.

Pour une aide détaillée, merci de consulter Aide:Wikification.
Si vous pensez que ces points ont été résolus, vous pouvez retirer ce bandeau et améliorer la mise en forme d'un autre article.
La Journée de coopération des pays turcophones ou Journée de coopération des États turciques est célébrée chaque année le 3 octobre. À la suite de l'accord du  signé le 3 octobre 2009 entre la Turquie, l'Azerbaïdjan, le Kazakhstan et le Kirghizistan, la Journée de coopération des pays turciques a été déclarée et célébrée le 3 octobre, date de signature de cet accord,.

## Nom de la Journée de coopération des États turciques dans différentes langues officielles de l'Organisation des États turciques
| Langue officielle | Traduction                               |
| ----------------- | ---------------------------------------- |
| azerbaïdjanais    | Türk Dövlətləri Əməkdaşlıq Günü          |
| kazakh            | Türik memleketteriniñ ıntımaqtastıq küni |
| kirghize          | Türk mamleketterinin kızmattaştık künü   |
| ouzbek            | Turk davlatlari hamkorligi kuni          |
| turc              | Türk Devletleri İşbirliği Günü           |

## Source
(tr) « Türk Dili Konuşan Ülkeler İşbirliği Konseyi Genel Sekreteri Amreyev: Türk Konseyi benzersiz bir platform », sur aa.com.tr (consulté le 12 novembre 2023)
(tr) « Türk Dili Konuşan Ülkeler İşbirliği », sur aa.com.tr (consulté le 12 novembre 2023)